# سيمون نيكلسون
سيمون نيكلسون (بالإنجليزية: Simon Nicholson)‏ هو رسام بريطاني، ولد في 3 أكتوبر 1934 في هامبستاد في المملكة المتحدة، وتوفي في 17 يناير 1990 في لندن في المملكة المتحدة.